# Mangelia melitensis
Mangelia melitensis é uma espécie de gastrópode do gênero Mangelia, pertencente a família Mangeliidae.